# سفين أرون غوديونسن
سفين أرون غوديونسن هو لاعب كرة قدم أيسلندي يلعب كمهاجم مع نادي إلفسبورج ومنتخب أيسلندا.